# Мартін Лі (тенісист)
Мартін Лі (англ. Martin Lee; нар. 13 січня 1978) — колишній британський тенісист.
Найвищу одиночну позицію світового рейтингу — 94 місце досяг 11 березня 2002, парну — 145 місце — 30 жовтня 2006 року.
Найвищим досягненням на турнірах Великого шолома було 2 коло в одиночному та парному розрядах.
Завершив кар'єру 2006 року.

## Фінали турнірів ATP за кар'єру

### Одиночний розряд: 1 (1 поразка)
| Легенда                                          |
| ------------------------------------------------ |
| Турніри Великого шолома (0–0)                    |
| Фінали Світового туру ATP (0–0)                  |
| Фінали Світового туру ATP серії Мастерс (0–0)    |
| Фінали Світового туру ATP серії Чемпіоншип (0–0) |
| Фінали Світової серії Світового туру ATP (0–1)   |

| Титули за покриттям |
| ------------------- |
| Тверде (0–0)        |
| Ґрунт (0–0)         |
| Трава (0–1)         |
| Килим (0–0)         |

| Титули за типом корту |
| --------------------- |
| Відкритий (0–1)       |
| Закритий (0–0)        |

| Результат | В-П | Дата     | Турнір       | Рівень           | Покриття | Суперник      | Рахунок  |
| --------- | --- | -------- | ------------ | ---------------- | -------- | ------------- | -------- |
| Поразка   | 0–1 | Лип 2001 | Ньюпорт, США | Серія Інтернешнл | Трава    | Невілл Годвін | 1–6, 4–6 |

## Фінали ATP Челленджер і ITF Ф'ючерс

### Одиночний розряд: 6 (2–4)
| Легенда              |
| -------------------- |
| ATP Челленджер (0–3) |
| ITF Ф'ючерс (2–1)    |

| Фінали за покриттям |
| ------------------- |
| Тверде (2–3)        |
| Ґрунт (0–0)         |
| Трава (0–1)         |
| Килим (0–0)         |

| Результат | В-П | Дата     | Турнір                         | Рівень     | Покриття | Суперник         | Рахунок            |
| --------- | --- | -------- | ------------------------------ | ---------- | -------- | ---------------- | ------------------ |
| Перемога  | 1–0 | Вер 1998 | Велика Британія F7, Сандерленд | Ф'ючерс    | Тверде   | Росс Матесон     | 4–6, 7–5, 6–4      |
| Поразка   | 1–1 | Лип 2000 | Манчестер, Велика Британія     | Челленджер | Трава    | Мозе Наварра     | 4–6, 3–6           |
| Поразка   | 1–2 | Сер 2000 | Грамаду, Бразилія              | Челленджер | Тверде   | Алешандре Сімоні | 4–6, 5–7           |
| Поразка   | 1–3 | Бер 2001 | Гамільтон, Нова Зеландія       | Челленджер | Тверде   | Б'єрн Ренквіст   | 6–3, 2–6, 0–6      |
| Поразка   | 1–4 | Вер 2005 | Велика Британія F12, Глазго    | Ф'ючерс    | Тверде   | Меттью Сміт      | 4–6, 6–3, 1–6      |
| Перемога  | 2–4 | Бер 2006 | Велика Британія F3, Сандерленд | Ф'ючерс    | Тверде   | Джеймс Окленд    | 6–7(5–7), 6–1, 6–2 |

### Парний розряд: 15 (5–10)
| Легенда              |
| -------------------- |
| ATP Челленджер (4–5) |
| ITF Ф'ючерс (1–5)    |

| Фінали за покриттям |
| ------------------- |
| Тверде (2–5)        |
| Ґрунт (0–2)         |
| Трава (3–2)         |
| Килим (0–1)         |

| Результат | В-П  | Дата     | Турнір                              | Рівень     | Покриття | Партнер         | Суперники                         | Рахунок          |
| --------- | ---- | -------- | ----------------------------------- | ---------- | -------- | --------------- | --------------------------------- | ---------------- |
| Поразка   | 0–1  | Вер 1998 | Велика Британія F7, Сандерленд      | Ф'ючерс    | Тверде   | Джеймі Дельгадо | Росс Матесон Том Спінкс           | 3–6, 4–6         |
| Поразка   | 0–2  | Тра 1999 | Велика Британія F7, Единбург        | Ф'ючерс    | Ґрунт    | Арвінд Пармар   | Вен Еллвуд Майлс Маклаган         | 2–6, 3–6         |
| Поразка   | 0–3  | Лип 1999 | Манчестер, Велика Британія          | Челленджер | Трава    | Джеймі Дельгадо | Джефф Кутзе Невілл Годвін         | 4–6, 2–6         |
| Поразка   | 0–4  | Сер 1999 | Белу-Оризонті, Бразилія             | Челленджер | Тверде   | Джеймі Дельгадо | Даніел Мело Антоніо Пріето        | 2–6, 6–3, 5–7    |
| Поразка   | 0–5  | Гру 1999 | Лакхнау, Велика Британія            | Челленджер | Трава    | Джеймі Дельгадо | Крістіан Плесс Парадорн Шрічапхан | 7–5, 3–6, 5–7    |
| Поразка   | 0–6  | Кві 2000 | Велика Британія F3, Лондон          | Ф'ючерс    | Ґрунт    | Олівер Фрілав   | Джеймс Девідсон Вілле Льюкко      | 5–7, 2–6         |
| Поразка   | 0–7  | Сер 2000 | Белу-Оризонті, Бразилія             | Челленджер | Тверде   | Джеймі Дельгадо | Даніел Мело Алешандре Сімоні      | 4–6, 4–6         |
| Поразка   | 0–8  | Лют 2001 | Кінгстон-апон-Галл, Велика Британія | Челленджер | Килим    | Баррі Кован     | Міхаель Кольманн Мікаель Льодра   | 2–6, 3–6         |
| Перемога  | 1–8  | Лип 2003 | Манчестер, Велика Британія          | Челленджер | Трава    | Арвінд Пармар   | Денієл Кірнан Девід Шервуд        | 6–3, 2–6, 6–2    |
| Перемога  | 2–8  | Кві 2005 | Велика Британія F6, Бат             | Ф'ючерс    | Тверде   | Росс Гатчінс    | Лі Чайлдс Александер Флок         | 7–6(7–4), 6–3    |
| Перемога  | 3–8  | Лип 2005 | Ноттінгем, Велика Британія          | Челленджер | Трава    | Джошуа Гудолл   | Жан-Мішель Пекері Айсам Куреші    | 6–4, 7–6(7–0)    |
| Поразка   | 3–9  | Вер 2005 | Велика Британія F11, Ноттінгем      | Ф'ючерс    | Тверде   | Лі Чайлдс       | Фредерік Сундстен Олів'є Шарруен  | 3–6, 6–3, 3–6    |
| Поразка   | 3–10 | Бер 2006 | Велика Британія F4, Манчестер       | Ф'ючерс    | Тверде   | Девід Шервуд    | Жан-Франсуа Башло Айсам Куреші    | 1–6, 6–3, 2–6    |
| Перемога  | 4–10 | Лип 2006 | Ноттінгем, Велика Британія          | Челленджер | Трава    | Джонатан Маррей | Джошуа Гудолл Росс Гатчінс        | 3–6, 6–3, [10–3] |
| Перемога  | 5–10 | Сер 2006 | Бронкс, США                         | Челленджер | Тверде   | Харел Леві      | Скотт Ліпскі Девід Мартін         | 6–4, 7–5         |

## Часовий графік результатів
| W | Ф | ПФ | ЧФ | #Р | КТ | К# | DNQ | A | NH |

### Одиночний розряд
| Турніри Великого шлему                 |     |     |     |     |     |     |     |     |     |     |     |     |        |      |     |
| Відкритий чемпіонат Австралії з тенісу |     |     |     |     |     |     | К2р | 1р  |     |     |     |     | 0 / 1  | 0–1  | 0%  |
| Відкритий чемпіонат Франції з тенісу   |     |     |     | К1р |     |     | К2р | 1р  |     |     |     |     | 0 / 1  | 0–1  | 0%  |
| Вімблдонський турнір                   | К2р | К1р | 2р  | 1р  | 1р  | 2р  | 2р  | 1р  | 1р  |     |     | 2р  | 0 / 8  | 4–8  | 33% |
| Відкритий чемпіонат США з тенісу       |     |     |     |     | К1р | К3р | 1р  | К2р | К2р |     |     | К1р | 0 / 1  | 0–1  | 0%  |
| В-П                                    | 0–0 | 0–0 | 1–1 | 0–1 | 0–1 | 1–1 | 1–2 | 0–3 | 0–1 | 0–0 | 0–0 | 1–1 | 0 / 11 | 4–11 | 27% |
| Тур ATP Мастерс 1000                   |     |     |     |     |     |     |     |     |     |     |     |     |        |      |     |
| Відкритий чемпіонат Маямі з тенісу     |     |     |     |     |     |     |     | 1р  |     |     |     |     | 0 / 1  | 0–1  | 0%  |
| Мастерс Канада                         |     |     |     |     |     |     | 1р  |     |     |     |     |     | 0 / 1  | 0–1  | 0%  |
| Мастерс Цинциннаті                     |     |     |     |     |     |     | К1р |     |     |     |     |     | 0 / 0  | 0–0  | –   |
| В-П                                    | 0–0 | 0–0 | 0–0 | 0–0 | 0–0 | 0–0 | 0–1 | 0–1 | 0–0 | 0–0 | 0–0 | 0–0 | 0 / 2  | 0–2  | 0%  |

## Юніорські фінали турнірів Великого шолома

### Парний розряд: 2 (1–1)
| Результат | Рік  | Турнір                                 | Покриття | Partnet        | Суперники                         | Рахунок  |
| --------- | ---- | -------------------------------------- | -------- | -------------- | --------------------------------- | -------- |
| Перемога  | 1995 | Вімблдонський турнір                   | Трава    | Джеймс Тротмен | Алехандро Ернандес Маріано Пуерта | 7–6, 6–4 |
| Поразка   | 1996 | Відкритий чемпіонат Австралії з тенісу | Тверде   | Джеймс Тротмен | Жоселін Робішо Даніеле Браччалі   | 2–6, 4–6 |